# Punctelia
Punctelia es un género de líquenes foliosos perteneciente a la gran familia Parmeliaceae. El género, que contiene unas 50 especies, se segregó del género Parmelia en 1982. Las características que definen a Punctelia incluyen la presencia de conidios (esporas asexuales) en forma de gancho o hilo, rizinas simples (estructuras en forma de raíz que fijan el talo del liquen a su sustrato) y pseudocifelas puntiagudas (poros diminutos en la superficie del talo que facilitan el intercambio de gases). Esta última característica es a la que aluden los nombres vernáculos líquenes de escudo moteado o líquenes de espalda moteada.
Los líquenes Punctelia crecen sobre corteza, madera y rocas. El género tiene una distribución mundial y está presente en todos los continentes excepto la Antártida. Las especies se encuentran en zonas templadas y subtropicales. Punctelia tiene centros de distribución en el Neotrópico y África; aproximadamente la mitad de las especies conocidas se encuentran en Sudamérica. Los fotobiontes de Punctelia son algas verdes del género Trebouxia. Se ha propuesto el uso de algunas especies de Punctelia sensibles a la contaminación como bioindicadores de la contaminación atmosférica.

## Sistemática
La liquenóloga noruega Hildur Krog circunscribió Punctelia en 1982. Originalmente, el género contenía 22 especies segregadas de Parmelia basándose en diferencias en el desarrollo de las pseudocifelas, la química secundaria y la fitogeografía. El primer miembro publicado de este grupo, Parmelia borreri, fue asignado como la especie tipo del género. Este liquen ampliamente distribuido fue descrito por primera vez por James Edward Smith en 1807, seguido por Dawson Turner en 1808.
Antes de la publicación de Krog, las especies con pseudocifelas puntiagudas, conocidas como el grupo Parmelia borreri, pertenecían al subgénero Parmelia, sección Parmelia, subsección Simplices. Krog dividió Punctelia en dos subgéneros: Punctelia subgénero Punctelia, con conidios en forma de gancho (unciformes) y atranorina como sustancia cortical principal, y Punctelia subgénero Flavopunctelia, con conidios bifusiformes y ácido úsnico como sustancia cortical principal. Mason Hale identificó posteriormente Flavopunctelia como un género separado con cuatro especies, basándose en la forma de los conidios y en rasgos químicos. Un análisis filogenético molecular de 2005 confirmó su independencia genética de Parmelia y estableció los límites del género.
En Norteamérica, estos líquenes se conocen comúnmente como «líquenes escudo moteados» o «líquenes moteados». El nombre del género, derivado del latín punctum («pequeña mancha» o «punto») se refiere a las pseudocifelas.

### Filogenética
Punctelia es miembro de la gran familia de líquenes Parmeliaceae. En 2017, Pradeep Divakar y sus colegas aplicaron un enfoque «filogenético temporal» para definir los rangos taxonómicos dentro de Parmeliaceae, deduciendo que los grupos de especies que divergen hace 29,45-32,55 millones de años significan géneros distintos. Sugirieron sinonimizar el género liquenícola Nesolechia con Punctelia (su grupo hermano formador de líquenes), porque el origen relativamente reciente de Nesolechia entra dentro de su umbral temporal para la clasificación de géneros. Esta sinonimia no fue aceptada poco después en una revisión de la clasificación de Parmeliaceae. Aunque los autores (Arne Thell, Ingvar Kärnefelt y Mark Seaward) reconocieron el lugar de Nesolechia en Parmeliaceae y su reducción morfológica en Punctelia, sugieren que "dado que los géneros parásitos aparecen como grupos hermanos. Robert Lücking, criticando el método filogenético temporal, también rechazó la sinonimia propuesta, afirmando que la fusión de géneros basada únicamente en el tiempo de divergencia no se ajusta a la necesidad de la taxonomía de reflejar la historia evolutiva.
El análisis filogenético molecular ha refinado la identificación de las especies de Punctelia, descubriendo muchas especies crípticas, una tendencia creciente en la investigación de las Parmeliaceae. En el caso de Punctelia, se consideraba que P. rudecta tenía una distribución mundial en América, África y Asia. El análisis filogenético reveló un complejo de especies que posteriormente se ha dividido en cuatro linajes crípticos distintos con áreas de distribución más restringidas, reduciendo el área de distribución de P. rudecta a Norteamérica. Este estudio también descubrió cinco clados de Punctelia, cada uno con una química medular única: los clados A, B y C tienen especies con ácido lecanórico, el clado D tiene especies con ácido girofórico como compuesto principal, mientras que el clado E tiene dos especies con ácidos grasos como principal compuesto químico secundario.

## Descripción

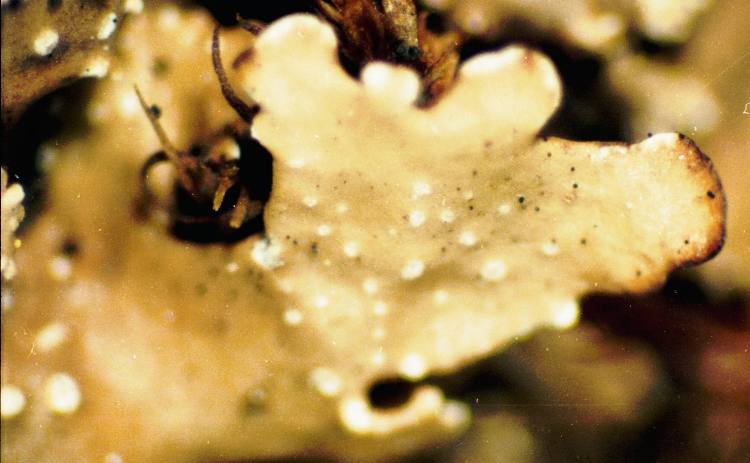
Espécimen de herbario de Punctelia rudecta que muestra pseudocifelas redondeadas en un lóbulo.

Los líquenes Punctelia son de tamaño medio, foliosos y de color gris a verde grisáceo, aunque los especímenes recolectados pierden gradualmente su tono de color. El tamaño de los especímenes más típicos oscila entre 4 y 20 cm de diámetro. Los lóbulos que componen el talo suelen tener entre 3 y 10 mm de diámetro. La médula es blanca, mientras que la superficie inferior varía de pálida a negra. Hay rizinas simples, no ramificadas, que se extienden hasta el borde del lóbulo; suelen ser más o menos del mismo color que la cara inferior del talo, aunque no son raros los individuos con rizinas claras sobre fondo oscuro.
Una característica importante de Punctelia es la presencia de pseudocifelas puntiformes en la superficie del talo. Se trata de poros diminutos que facilitan el intercambio de gases. En el género Parmelia, las pseudocifelas son rectas y sin forma definida, y suelen estar situadas en la superficie del talo (laminares) y/o en los márgenes (marginales). En comparación, las pseudocifelas de Punctelia son redondeadas (orbiculares) y laminares, aunque en algunas especies la corteza es empujada alrededor de los bordes del talo, dándoles un aspecto marginal. La microscopía electrónica de las pseudocifelas de Parmelia revela una capa de polisacáridos perforada; esta capa está ausente en Punctelia. Las pseudocifelas se denominan conspicuas cuando se pueden ver a simple vista, inconspicuas cuando se necesita una lente de mano o un microscopio para verlas, y sutiles para los estados intermedios en los que sólo se pueden ver con un esfuerzo concertado.
Los apotecios (estructuras de reproducción sexual) son lecanorinos, con discos marrones. Las ascosporas son incoloras, elipsoides y en número de ocho por ascus; su tamaño oscila entre 10-27 y 6-18 μm. La forma unciforme (en forma de gancho) de los conidios es otra característica importante del género Punctelia. Se trata de varillas cortas de 4-7 μm de longitud con un extremo curvado. Aunque no todas las especies de Punctelia tienen conidios unciformes, esta forma conidial solo se da en Punctelia. Algunas especies tienen conidios filiformes (en forma de hilo) que tienen un tamaño de 7-12 μm de largo por 0,8-1 μm de ancho. El tamaño y la forma de los conidios es un carácter importante en algunas especies; por ejemplo, P. graminicola y P. hypoleucites son morfológicamente indistinguibles entre sí, y solo pueden identificarse de forma fiable por las diferencias en sus conidios. Las paredes celulares de los líquenes Punctelia contienen el polisacárido alfa-glucano isolichenan.
Otros géneros de Parmeliaceae que son superficialmente similares a Punctelia y tienen pseudocifelas son Flavopunctelia y Cetrelia. Las especies de Flavopunctelia tienden a ser más amarillas que las de Punctelia debido a la presencia de ácido úsnico en la corteza. Cetrelia suele ser más grande, con lóbulos que miden 1-2 cm (3⁄8-13⁄16 pulg.), una superficie inferior del talo oscura y pocas rizinas.
Las sustancias químicas secundarias encontradas en el género incluyen atranorina en la corteza, y ácido girofórico en la médula. Se ha detectado ácido lecanórico como componente menor en Punctelia jujensis y P. subrudecta.

### Fotobionte
La mayoría de los géneros de líquenes se asocian con un fotobionte de un género de algas. Punctelia no es una excepción a esta regla general; se asocia con especies del género de fotobiontes más común, Trebouxia. En un estudio sobre la selectividad de los fotobiontes, se demostró que los especímenes de Punctelia subrudecta recolectados en Europa central tenían una selectividad moderada, asociándose con tres especies de Trebouxia: La pareja fotobionte de P. rudecta es Trebouxia anticipata.
Una investigación centrada en las especies de líquenes Punctelia borreri y P. subrudecta, prominentes en los ecosistemas forestales templados y mediterráneos de Europa, confirmó que estos hongos colaboran predominantemente con Trebouxia gelatinosa. Esta relación simbiótica parece estar influida por los diversos climas de la Península Ibérica. Mientras que cada especie de Punctelia tiene asociaciones únicas con linajes microalgales específicos, algunos linajes de fotobiontes son comunes a ambos. Estos linajes compartidos parecen ser específicos de cada región, lo que apunta a una posible influencia del clima local en estas interacciones hongo-algal.

## Hábitat y distribución
Los líquenes Punctelia se encuentran generalmente sobre corteza, madera y rocas. Sin embargo, se ha registrado que P. constantimontium y P. subpraesignis utilizan mortero de cemento como superficie de crecimiento en Verónica, Buenos Aires. En los biodiversos bosques cerrados de Brasil, están más o menos limitados a microhábitats bien iluminados sin luz solar directa.  Tienen una distribución de templada a subtropical con centros de distribución en el Neotrópico y África. Raramente el rango geográfico de las especies de Punctelia se extiende a zonas boreales y montañosas frías; una excepción es Punctelia stictica, que se ha registrado en Groenlandia. Colectivamente, el género tiene una distribución cosmopolita, apareciendo en todos los continentes, con la excepción de la Antártida. Sólo se conocen unas pocas especies en Asia y Australia; por el contrario, la mayoría de las especies de Parmelia se encuentran en estas regiones. Se conocen cinco especies de Australia, incluidas dos especies cosmopolitas y tres especies endémicas de Australasia. Dieciséis especies de Punctelia se encuentran en la parte continental de Estados Unidos y Canadá.  Aproximadamente la mitad de las especies conocidas de Punctelia se encuentran en Brasil. En las últimas décadas se han publicado descripciones revisadas del género para varios países europeos, como Noruega (2000), Suiza (2003), Dinamarca (2007), Lituania (2010), y Polonia. En Europa se dan siete especies.

## Conservación
En octubre de 2023, sólo una especie de Punctelia ha sido evaluada para la Lista Roja mundial de la UICN. Dado que tiene una población abundante y extendida en Norteamérica sin signos de declive, Punctelia caseana se considera una especie de menor preocupación.

## Especies

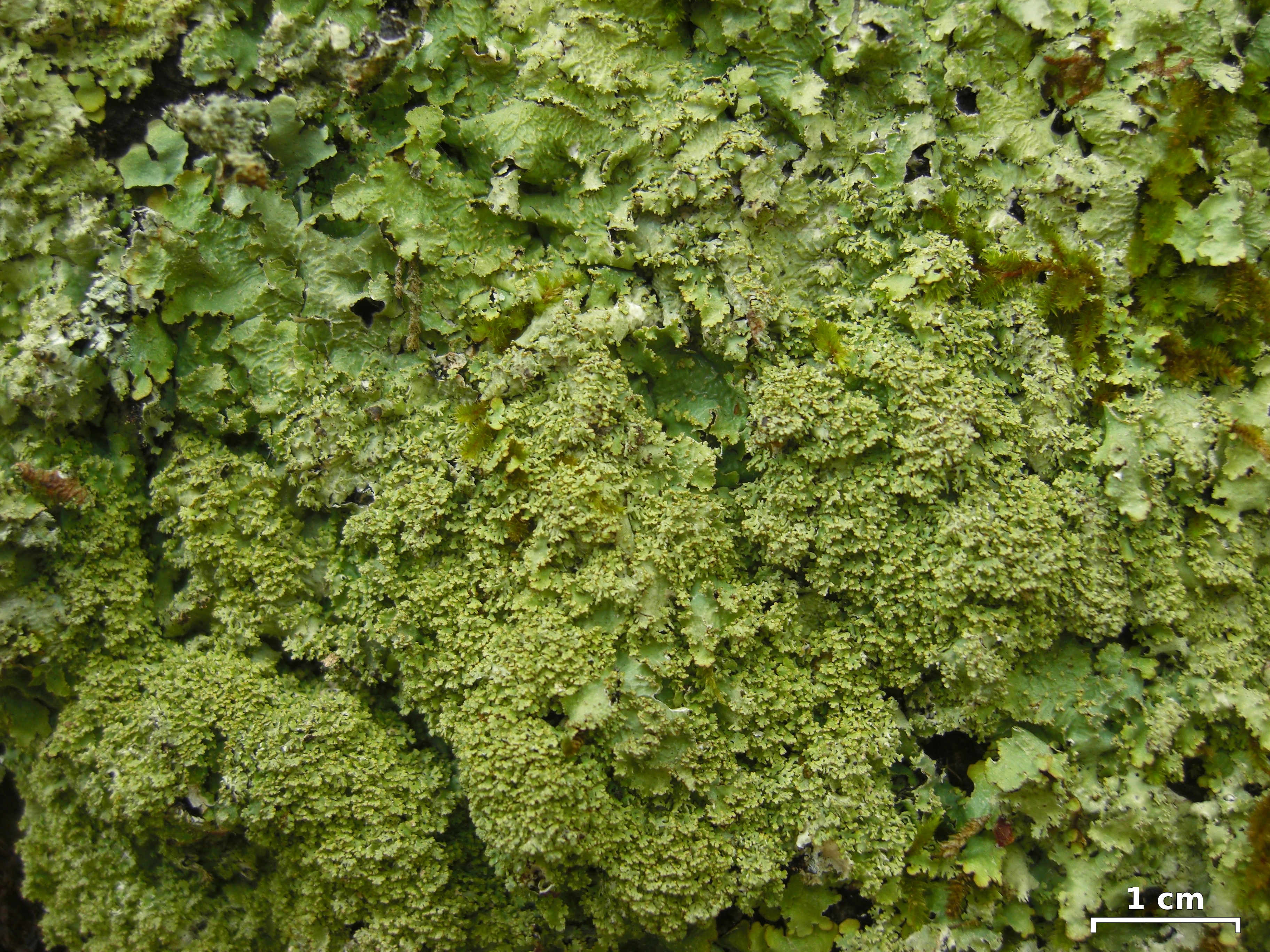
Punctelia appalachensis

Una estimación reciente (2022) sitúa 48 especies en el género Punctelia. En octubre de 2023, Species Fungorum acepta 30 especies de Punctelia.
- Punctelia appalachensis (W.L.Culb.) Krog (1982)[1] - Estados Unidos
- Punctelia bolliana (Müll.Arg.) Krog (1982)[1] - Norteamérica
- Punctelia borreri (Turner) Krog (1982)[1] - cosmopolita
- Punctelia borrerina (Nyl.) Krog (1982)[1] - Sudamérica; México
- Punctelia canaliculata (Lynge) Krog (1982)[1] - Sudamérica
- Punctelia caseana Lendemer & B.P.Hodk. (2010)[34] - este de Estados Unidos
- Punctelia cedrosensis Egan & Elix (2004)[35] - Baja California; norte de México[36]
- Punctelia colombiana Sérus. (1984)[37] - Sudamérica
- Punctelia constantimontium Sérus. (1983)[38] - África; Sudamérica; México[36]
- Punctelia crispa Marcelli, Jungbluth & Elix (2009)[22] - Brasil

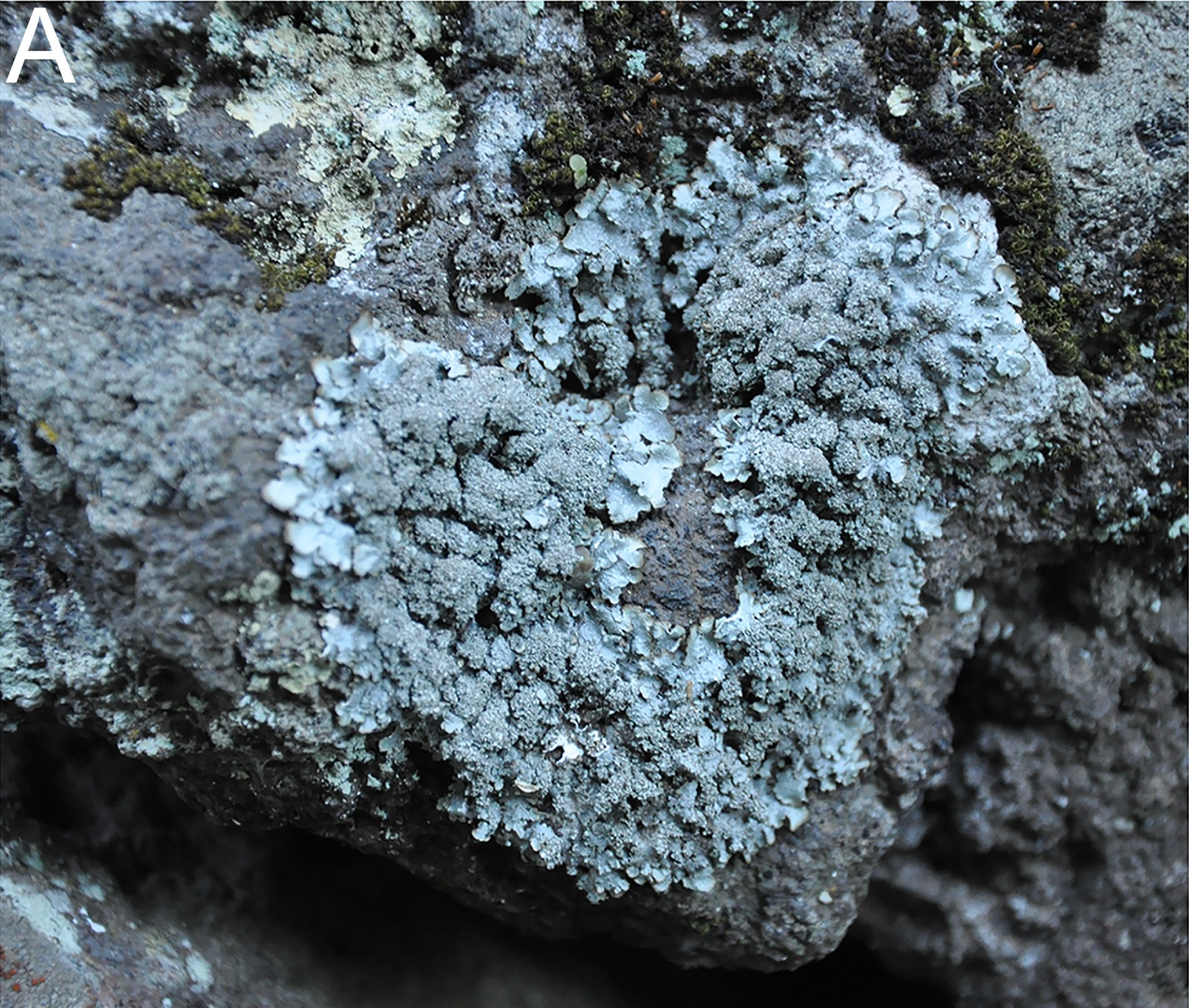
Punctelia guanchica

- Punctelia guanchicaPunctelia diffractaica Kurok. (1999)[39] - Perú
- Punctelia digitata Jungbluth, Marcelli & Elix (2009)[22] - Brasil
- Punctelia eganii B.P.Hodk. & Lendemer (2011)[40] - Alabama
- Punctelia fimbriata Marcelli & Canêz (2007)[41] - Brasil
- Punctelia graminicola (B.de Lesd.) Egan (2003)[42] - América del Norte
- Punctelia guanchica Alors, A.Crespo & Divakar (2016)[9] - Islas Canarias
- Punctelia hypoleucites (Nyl. ) Krog (1982)[1] - África; América del Norte; América del Sur
- Punctelia imbricata Marcelli, Jungbluth & Elix (2009)[22] - Brasil
- Punctelia involuta Canêz & Marcelli (2010)[15] - Brasil
- Punctelia jeckeri (Roum. ) Kalb (2007) - Europa; México
- Punctelia jujensis Adler (1998)[43] - Sudamérica
- Punctelia microsticta (Müll.Arg.) Krog (1982)[1] - Sudamérica
- Punctelia missouriensis G.Wilh. & Ladd (1992)[44] - Estados Unidos

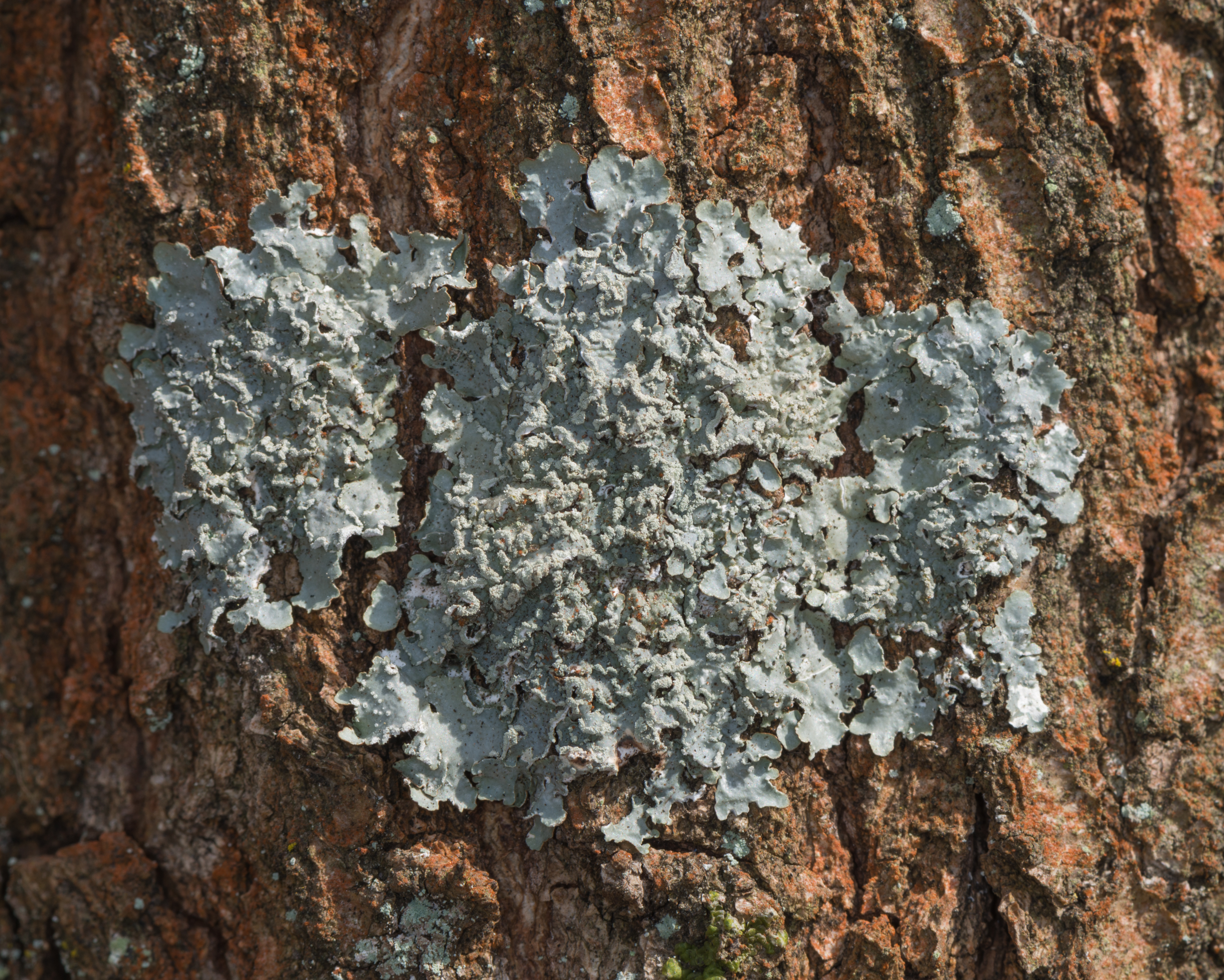
Punctelia jeckeri

- Punctelia jeckeriPunctelia nashii Marcelli & Canêz (2011)[45] - California
- Punctelia nebulata Elix & J.Johnst. (1988)[46] - Australia
- Punctelia negata (Nyl.) Krog (1982)[1] - Sudamérica
- Punctelia neutralis (Hale) Krog (1982)[1] - África; Asia
- Punctelia novozelandica Elix & J.Johnst. (1988)[46] - Nueva Zelanda
- Punctelia osorioi Canêz & Marcelli (2010)[47] - Brasil
- Punctelia perreticulata (Räsänen) G.Wilh. & Ladd (1987)[48] - Europa; América del Norte; América del Sur; Australia; Nueva Zelanda
- Punctelia pseudocoralloidea (Gyeln.) Elix & Kantvilas (2001)[49] - Australia
- Punctelia punctilla (Hale) Krog (1982)[1] - África; América del Sur; América del Norte
- Punctelia purpurascens Marcelli & Canêz (2007)[41] - Brasil
- Punctelia reddenda (Stirt.) Krog (1982)[1] - África; Europa; América del Norte; América del Sur
- Punctelia riograndensis (Lynge) Krog (1982)[1] - África; América del Sur
- Punctelia roseola Jungbluth, Marcelli & Elix (2009)[22] - Brasil

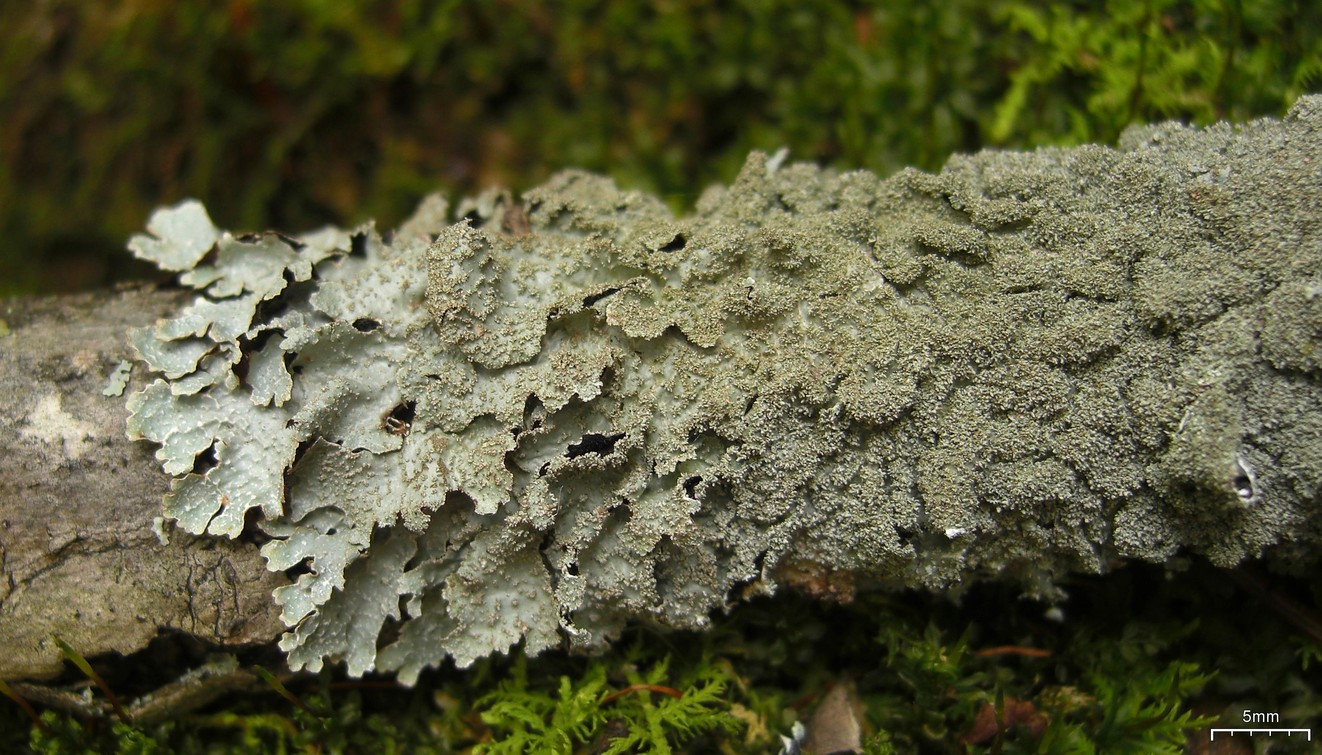
Punctelia rudecta

- Punctelia rudectaPunctelia rudecta (Ach. ) Krog (1982)[1] - América del Norte
- Punctelia ruderata (Vain.) Canêz & Marcelli (2016)[50] - Asia y África oriental
- Punctelia stictica (Delise ex Duby) Krog (1982)[1] - África; Europa; América del Norte; América del Sur; Groenlandia
- Punctelia subalbicans (Stirt.) D.J.Galloway & Elix (1984)[51] - Australia; Nueva Zelanda
- Punctelia subflava (Taylor) Elix & J.Johnst. (1988)[46] - Australia
- Punctelia subpraesignis (Nyl.) Krog (1982)[1] - Sudáfrica; Sudamérica; México
- Punctelia subrudecta (Nyl.) Krog (1982)[1] - cosmopolita
- Punctelia tomentosula Kurok. (1999)[39] - Perú
- Punctelia toxodes (Stirt.) Kalb & M.Götz (2007)[52] - Sudáfrica
- Punctelia transtasmanica Elix & Kantvilas (2005)[53] - Tasmania, Nueva Zelanda
- Punctelia ulophylla (Ach.) Herk & Aptroot (2000)[54] - Europa

La especie Punctelia pallescens, descrita por Syo Kurokawa en 1999 como una nueva especie del oeste de Australia, se considera sinónima de P. subalbicans. Parmelia helenae, descrita por Maurice Bouly de Lesdain en 1937 y transferida a Punctelia en 1998, fue considerada por algunos liquenólogos como un taxón cuestionable porque, según Teuvo Ahti, "el material tipo es insuficiente para resolver su relación taxonómica con Punctelia perrituculata . ... y P. subrudecta ... sobre la base de los caracteres conidiales". Ahora se coloca en sinonimia con P. subrudecta. Punctelia semansiana (W.L.Culb. & C.F.Culb.) Krog es la misma especie que Punctelia graminicola.

## Parásitos
Se han registrado muchas especies de hongos liquenícolas que utilizan Punctelia como huésped. Entre ellas se encuentran: Abrothallus parmeliarum, Didymocyrtis melanelixiae, Epithamnolia xanthoriae, Lichenoconium usneae, Llimoniella bergeriana, Lichenohendersonia uniseptata, Nesolechia oxyspora, Pronectria oligospora, Pyrenidium sp., Rinodina conradii, Sphaerellothecium reticulatum, Tremella parmeliarum, Trichosphaerella buckii y Xenonectriella subimperspicua. Uno de estos parásitos fúngicos, Xenophoma puncteliae, recibe el nombre del género de su hospedador.

## Usos por parte de los humanos

### Vigilancia biológica
Se ha demostrado que algunos miembros de Punctelia son algo sensibles a la contaminación atmosférica. Un estudio de investigación identificó signos aparentes de daños en los talos en zonas potencialmente afectadas por la contaminación atmosférica. Los investigadores sugirieron que los cambios de color característicos observados en los talos de Punctelia podrían deberse a que los contaminantes afectan a las membranas tilacoides de las algas trebouxioides. Esta alteración podría provocar la liberación de iones K+, que luego interactuarían con los compuestos del liquen, dando lugar a estas marcas coloreadas. Un estudio realizado en España observó que Punctelia borreri y P. subrudecta reaparecían en zonas con una disminución de la contaminación por SO2. Se ha recomendado el uso de dos especies de Punctelia como bioindicadores de elementos en estudios de control de la contaminación atmosférica en el este de Estados Unidos. Punctelia rudecta se sugiere para su uso en tierras altas boscosas más frías, y P. missouriensis para su uso en bosques aislados o zonas urbanas. Debido a la amplia presencia de P. hypoleucites en sitios urbanos e industriales en y alrededor de Tandil, Argentina, se ha propuesto como un biomonitor potencial de la contaminación del aire en esa ciudad.

### Medicina tradicional
Punctelia borreri se ha utilizado en la medicina tradicional china como supuesto remedio para diversas dolencias, como dermatitis crónica, visión borrosa, hemorragias uterinas o por heridas externas, y para llagas e hinchazones. Para utilizarlo, se bebía una decocción o se aplicaba el liquen seco y pulverizado directamente sobre la zona afectada.

### Teñido
Punctelia rudecta puede utilizarse para crear un tinte mediante una extracción de color con amoníaco como disolvente. Con este método se obtiene un color rosado.